# Summis desiderantes affectibus

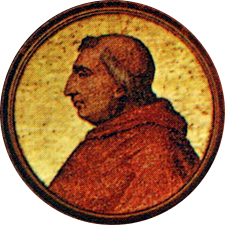
Papa Innocenzo VIII

Summis desiderantes affectibus (Desiderando con supremo ardore) è una bolla pontificia promulgata il 5 dicembre 1484 da Innocenzo VIII, nella quale il pontefice affermava la necessità di sopprimere l'eresia e la stregoneria nella regione della Valle del Reno, e nominava i frati domenicani Heinrich Kramer e Jacob Sprenger (autori del Malleus Maleficarum) inquisitori incaricati di estirpare la stregoneria dalla Germania.

## Descrizione
La bolla fu scritta in risposta alla richiesta dei religiosi H. Kramer e J. Sprenger dell'esplicita autorità di perseguire la stregoneria. In precedenza, infatti, le autorità ecclesiastiche locali avevano rifiutato ogni collaborazione con i due.
Kramer e Sprenger usarono la Summis desiderantes come prefazione del Malleus Maleficarum, che fu stampato due anni dopo (1486).
L'enciclica riconosceva l'esistenza delle streghe, e concedeva la piena approvazione papale all'Inquisizione, concedendo il permesso di prendere tutte le misure necessarie per eliminare le streghe. Essenzialmente l'enciclica replica le conclusioni raggiunte da Kramer e Sprenger di un'alta diffusione della stregoneria e dell'eresia nella valle del Reno, e precisamente nei vescovati di Magonza, Colonia, Treviri, Salisburgo e Brema. L'enciclica puniva con la scomunica chiunque avesse cercato di ostacolare gli inquisitori.
Eccone qui di seguito un breve riassunto: